# Sottomarina
Sottomarina je pješčani otok u Venecijansku lagunu, i kvart (frazione) grada Chioggie poznato odredište turista u Venetu. 

## Zemljopis
Sottomarina je zadnji pješčani otok na jugu, u produžetku Pellestrine koji zatvara Venecijansku lagunu. Otok ima trokutasti oblik, dug je 5, 5 km, a širok prosječno 300 m, od Venecije je udaljen 22 km.
Veći dio Sottomarine su duge pješčane plaže smješene na istočnoj Jadranskoj obali otoka. Naselje je podignuto na obali okrenutoj prema laguni i Chioggi, s kojom je povezana brojnim mostovima poput Venecije. Današnja Sottomarina je ladanjsko naselje s više od 60 hotela i 17 kampova, i brojnim objektima namijenjenim kupačima. Na južnoj strani otoka nalazi se parkovna zona koju zatvara rijeka Brenta koja tu utječe u Jadransko more. U staroj jezgri ima nekoliko srednjovjekovnih crkava.

## Povijest
Sottomarina je naselje još i rimskih vremena, u 7. stoljeću zvala se Clodia minor (Chioggia se zvala  Clodia major), naseljem je upravljao tribun. S Chioggiom s kojim je tvorila jednu komunu bila je povezana kamenim mostom,  imala je brojne crkve, bolnicu i kaštel s tornjem.  Naselje je razoreno 1379., za vrijeme Rata za Chioggiu između Republike Genove i Mletačke Republike Nakon toga otok je napušten, teren je postao močvaran zbog stalnih poplava s Jadrana i Brente.
Ponovno je naseljena u 17. stoljeću, stanje se još više poboljšalo u 18. stoljeću izgradnjom Murazza kojim je istočna (jadranska) obala otoka ojačana valobranom zidanim od velikih kamenih blokova (to je napravljeno i na susjednom otoku Pellestrini).
Veliko poboljšanje napravljeno je krajem 19. stoljeću kad je premješteno korito rijeke Brente, i 1930. izgradnjom brane južno od luke u Chioggi (San Felice) tako da je se otok počeo povećavati za oko 3 metara godišnje.

## Vanjske poveznice
- Sve o Sottomarini (tal.)
- Gazetteer of Italy • Sottomarina (portal Billa Thayera) (engl.)